# Леон, Луис Фернандо
Луис Фернандо Леон Бермео (исп. Luis Fernando León Bermeo; род. 11 апреля 1993, Лос-Риос) — эквадорский футболист, защитник клуба «Эмелек» и сборной Эквадора.

## Клубная карьера
Леон начал карьеру в клубе «Норте Америка». В 2011 году Луис перешёл в «Индепендьенте дель Валье». 24 июля 2011 года в матче против «Депортиво Куэнка» он дебютировал в эквадорской Примере. 22 апреля 2012 года в поединке против «Текнико Университарио» Луис забил свой первый гол за «Индепендьенте дель Валье». В 2016 году он помог клубу выйти в финал Кубка Либертадорес.
В начале 2020 года Леон перешёл в мексиканский «Атлетико Сан-Луис». 12 января в матче против УАНЛ Тигрес он дебютировал в мексиканской Примере.
В начале 2021 года Фернандо вернулся на родину, на правах аренды став игроком гуаякильской «Барселоны». 1 марта в матче против «Текнико Университарио» он дебютировал за новую команду. После окончания аренды Леон вернулся в «Атлетико Сан-Луис». 21 апреля 2022 года в поединке против Пумас УНАМ он забил свой первый гол за клуб. В начале 2023 года Леон был арендован «Эмелеком». 27 февраля в матче против «Либертад» он дебютировал за новую команду.

## Международная карьера
В 2013 году в составе молодёжной сборной Эквадора Севальос принял участие в молодёжном чемпионате Южной Америки в Аргентине. На турнире он сыграл в матчах против команд Венесуэлы, Чили, Колумбии, Бразилии,Перу, Парагвая и дважды Уругвая.
11 октября 2014 года в товарищеском матче против сборной США Леон дебютировал за сборную Эквадора.
В 2021 году в составе сборной Леон попал в заявку на участие в Кубке Америки в Бразилии. На турнире он был запасным и на поле не вышел.

## Достижения
Командные
 «Индепендьенте дель Валье»
- Финалист Кубка Либертадорес (1): 2016
- Обладатель Южноамериканского кубка (1): 2019